# 王嘉 (後秦)
王 嘉（おう か、Wáng jiā、生年不詳 - 390年）は、中国の前秦・後秦の文学家・小説家。拾遺記の撰者。 字は子年。 隴西郡安陽県の出身。容貌醜く、滑稽を好む。

## 生涯
王嘉は初め東陽谷に隠れ住み、岩を削って住居を構え、数百人の弟子を抱えていた。
石季龍の末期、戦乱が起こると、王嘉は弟子たちを残して長安に向かい、終南山に潜み、庵を結んでそこに留まった。彼の弟子たちは彼の足跡を追って終南山にたどり着きましたが、王嘉はさらに倒虎山に移り住んだ。宣昭帝苻堅は何度も彼を召し出して官職に就かせようとしましたが、王嘉はすべて断った。
建元20年（384年）、王嘉は長安に入り前秦に帰属した。苻堅は王嘉を釈道安と共に宮中の外殿に住まわせた。王嘉はまだ起きていない未来の出来事を語ることができ、その言葉はまるで予言書のようであったため、前秦の公侯以下の人々がこぞって王嘉のもとを訪れ、世の中のことを尋ねた。
太安2年（386年）、後秦の君主姚萇が長安に入り、苻堅のやり方を模倣して、礼儀や待遇を苻堅以上に手厚くし、王嘉を無理やり随行させ、あらゆることを王嘉に尋ねた。姚萇と苻登が戦争を繰り返す中、姚萇はたびたび苻登に敗北した。ある日、姚萇は王嘉にこう尋ねた。「朕は苻登を討ち、天下を手にすることができるか？」王嘉は「少し得るでしょう」と答えた。姚萇は怒って「得るなら得るだろう！『少し得る』とはどういうことだ！」と言い怒りに任せて王嘉を殺した。しかしその後、姚萇が死んだ後、実際には彼の息子姚興が苻登を討つことになりました。姚萇は王嘉の言葉の意味を理解できず、不当に彼を殺してしまった。
苻登は王嘉の死の報を聞き、祭壇を設けて哭き弔い、太師を追贈し、諡号を『文』とした。

## 著作
王嘉の主な作品には『牽三歌』や志怪小説『拾遺記』などがある。『拾遺記』は元々19巻、220篇から成る書物だが、十六国時代の戦乱によって多くの文献が散逸した。南朝梁の時代に蕭綺が散逸した部分をつなぎ合わせ、一部にまとめて10巻に改編し、現在も伝わっている。『拾遺記』のいくつかの物語は、ストーリーや人物描写の点で比較的完成されており、短編小説としての体裁を備えている。このため、王嘉は中国短編小説の基礎を築いた一人と言えるだろう。

## 伝記資料
- 『晋書』巻九十五 列伝第六十五芸術伝